# Severino Silva
Severino Silva (Pirpirituba, 20 de agosto de 1958) é um fotógrafo brasileiro.
Órfão de pai aos 8 anos de idade, chegou ao Rio de Janeiro (cidade) com a mãe, a avó e uma irmã aos 11 anos. Começou a trabalhar no comércio ainda adolescente, enquanto alimentava o sonho de se tornar fotógrafo profissional. Aos 18 anos, conseguiu um emprego de contínuo no jornal O Globo. Aprendeu a fotografar e começou a sua carreira nos jornais de bairro. Passou por O Fluminense, Povo do Rio, A Notícia e O Dia.
Especializou-se em fotos de crimes, sendo apontado pelo jornal The Guardian como um dos melhores do Brasil na categoria
. Ganhou destaque internacional com uma foto tirada no Parque Fluminense, em que crianças jogam futebol junto a uma cabeça decepada. A imagem foi republicada pela revista francesa Photo e provocou um debate sobre o papel da imprensa e dos fotógrafos na banalização da violência urbana.
Recebeu os prêmios Tim Lopes, Vladimir Herzog e Líbero Badaró, entre outros.